# Naturpark Steinwald
Der Naturpark Steinwald ist ein Naturpark, der den Gebirgszug des Steinwalds umfasst und der sich bis auf wenige Hektar im oberpfälzischen Landkreis Tirschenreuth in Bayern befindet.

## Beschreibung
Der mit 229,9 km² Fläche zweitkleinste Naturpark in Bayern liegt im Süden der naturräumlichen Haupteinheit 394 „Hohes Fichtelgebirge“ und umfasst den Südwestteil der Untereinheit 394-C „Steinwald“.
Im Nordwesten grenzt der Naturpark Steinwald nahtlos an den Naturpark Fichtelgebirge und im Süden schließt sich der Naturpark Nördlicher Oberpfälzer Wald an.
Der Naturpark wurde in seiner heutigen Größe mit Wirkung vom 1. Dezember 1987 durch Verordnung ausgewiesen.
Unterhalten wird er vom Trägerverein „Naturpark Steinwald e.V.“, der seinen Sitz in Fuchsmühl hat.
Flächenanteil am Naturpark haben neben der Gemeinde Fuchsmühl auch die Gemeinden Waldershof, Pullenreuth, Kemnath, Erbendorf, Reuth bei Erbendorf, Friedenfels, Wiesau, Pechbrunn,
sowie jeweils zu einem sehr kleinen Teil Mitterteich und Marktredwitz.
Höchste Erhebung innerhalb des Naturparks ist mit einer Höhe von 946 m die Platte, auf deren Gipfel sich der 33 m hohe Oberpfalzturm befindet. Prägend für den Naturpark sind zahlreiche Felsformationen aus Granit.
Der Naturpark hat Anteil an den Flusseinzugsgebieten der Waldnaab, der Wondreb und der Röslau und wird entsprechend von der Europäischen Hauptwasserscheide durchquert.

## Fotos

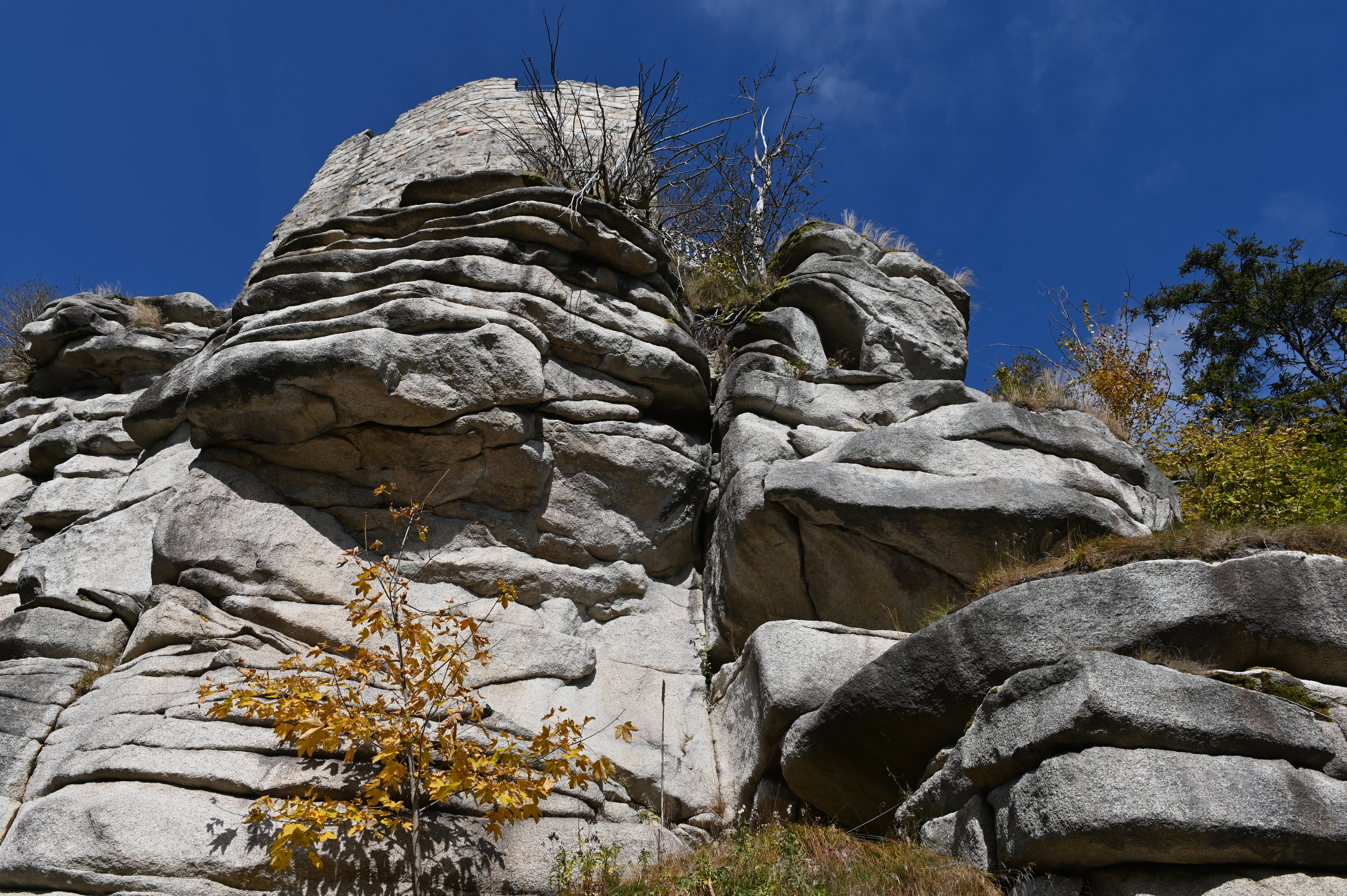
Burgruine Weißenstein im Steinwald
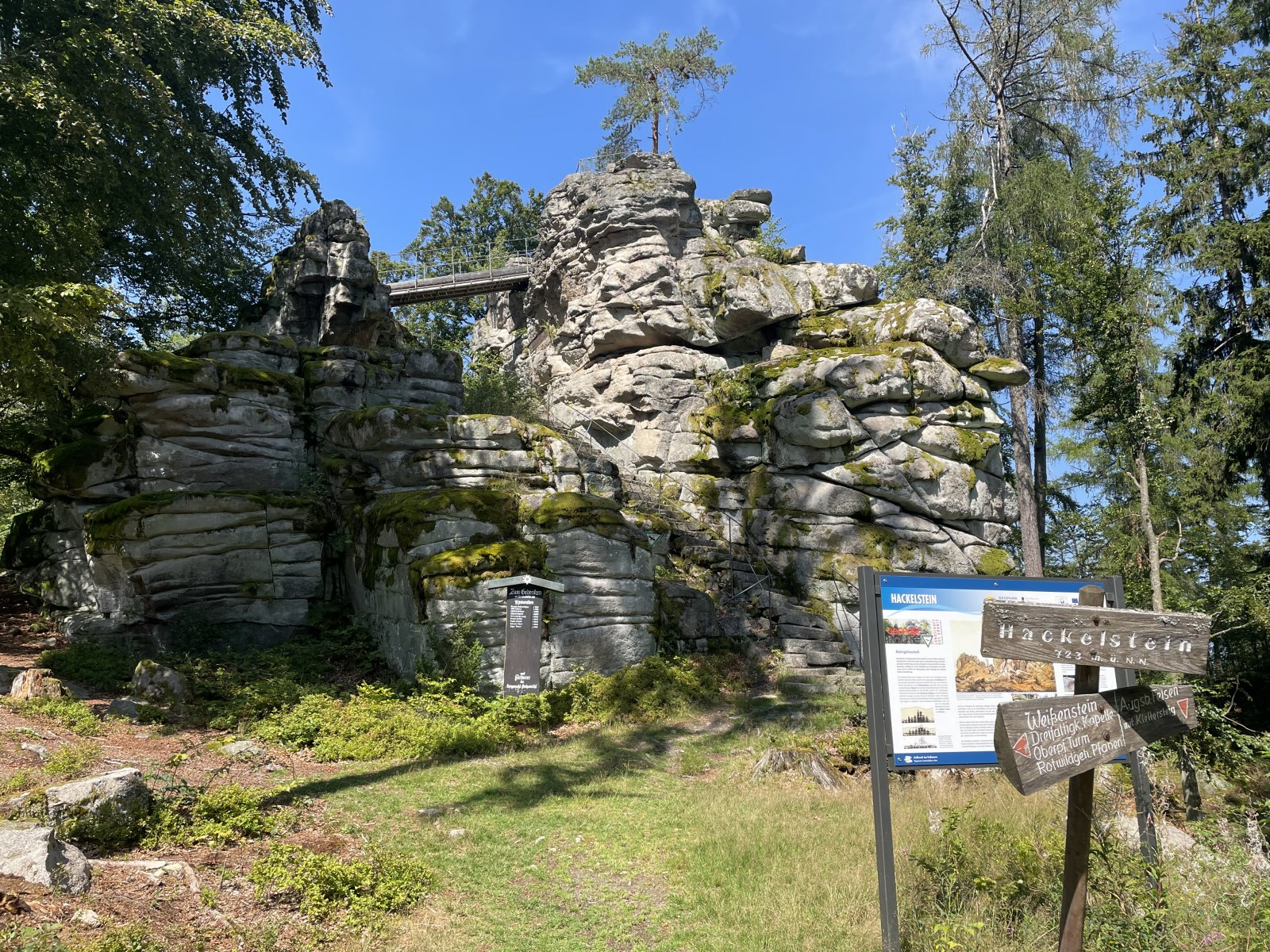
Hackelstein im Osten des Naturparks Steinwald
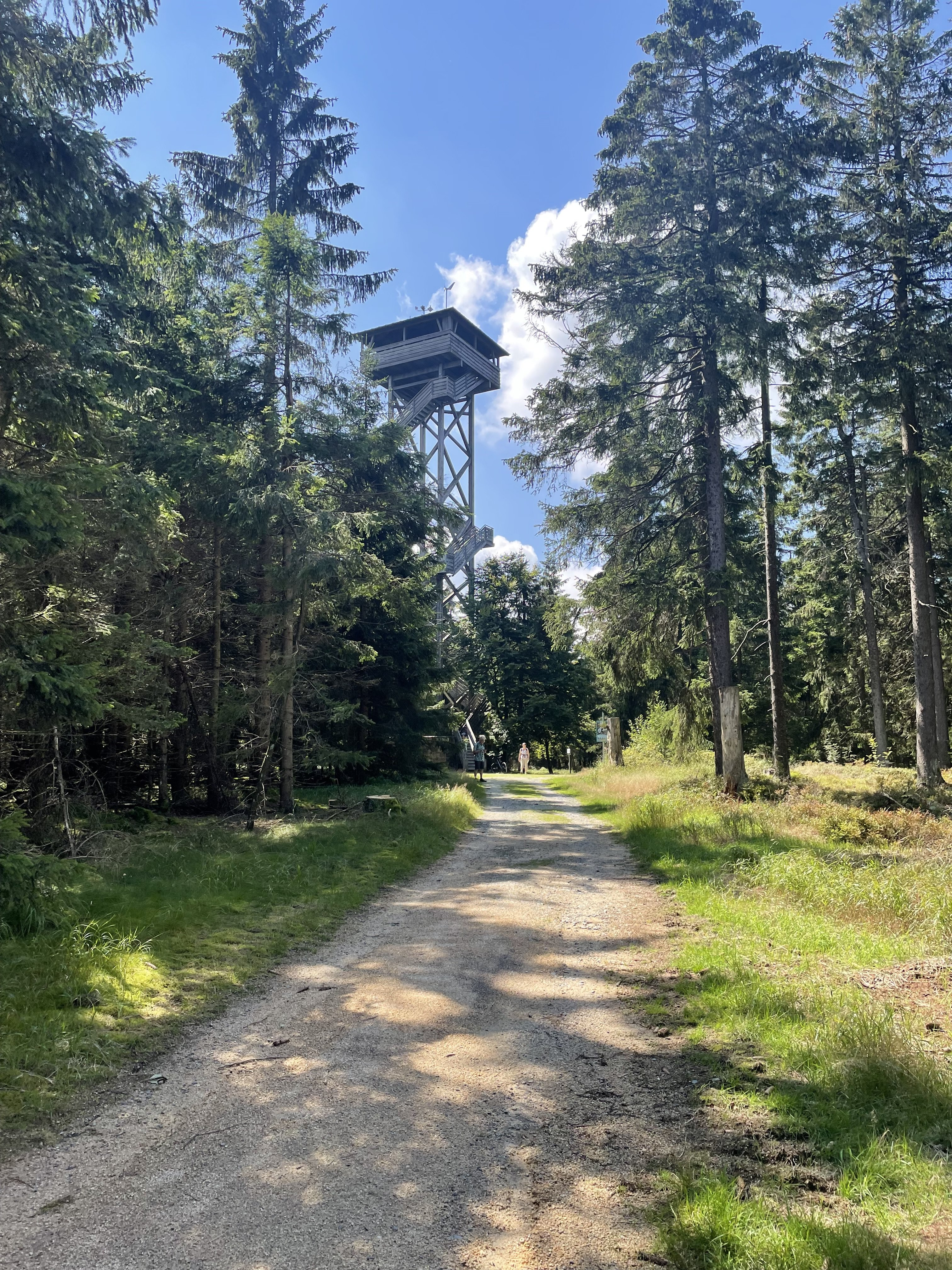
Oberpfalzturm auf dem Gipfel der Platte im Steinwald